# Bidens tripartita

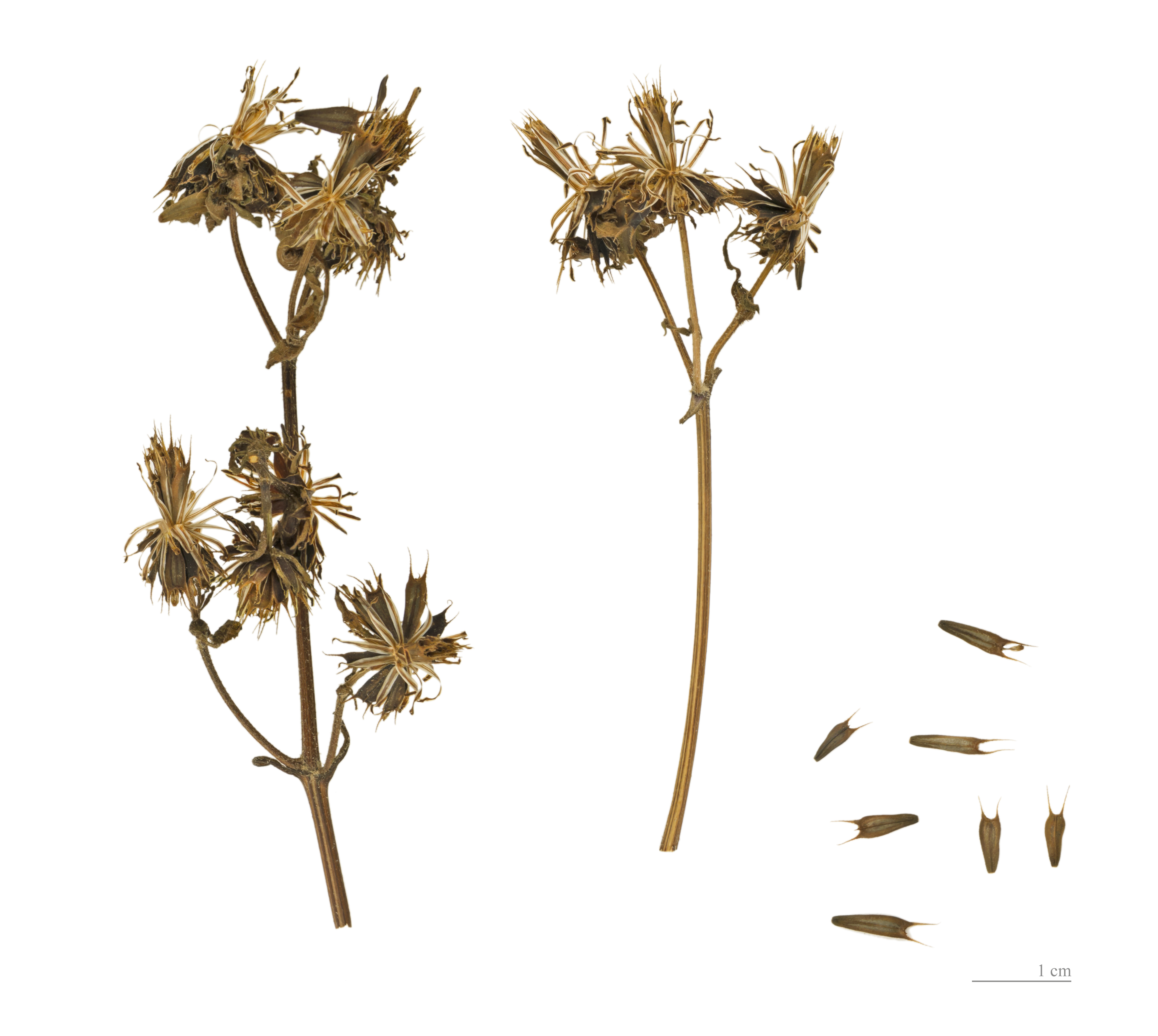
Bidens tripartita

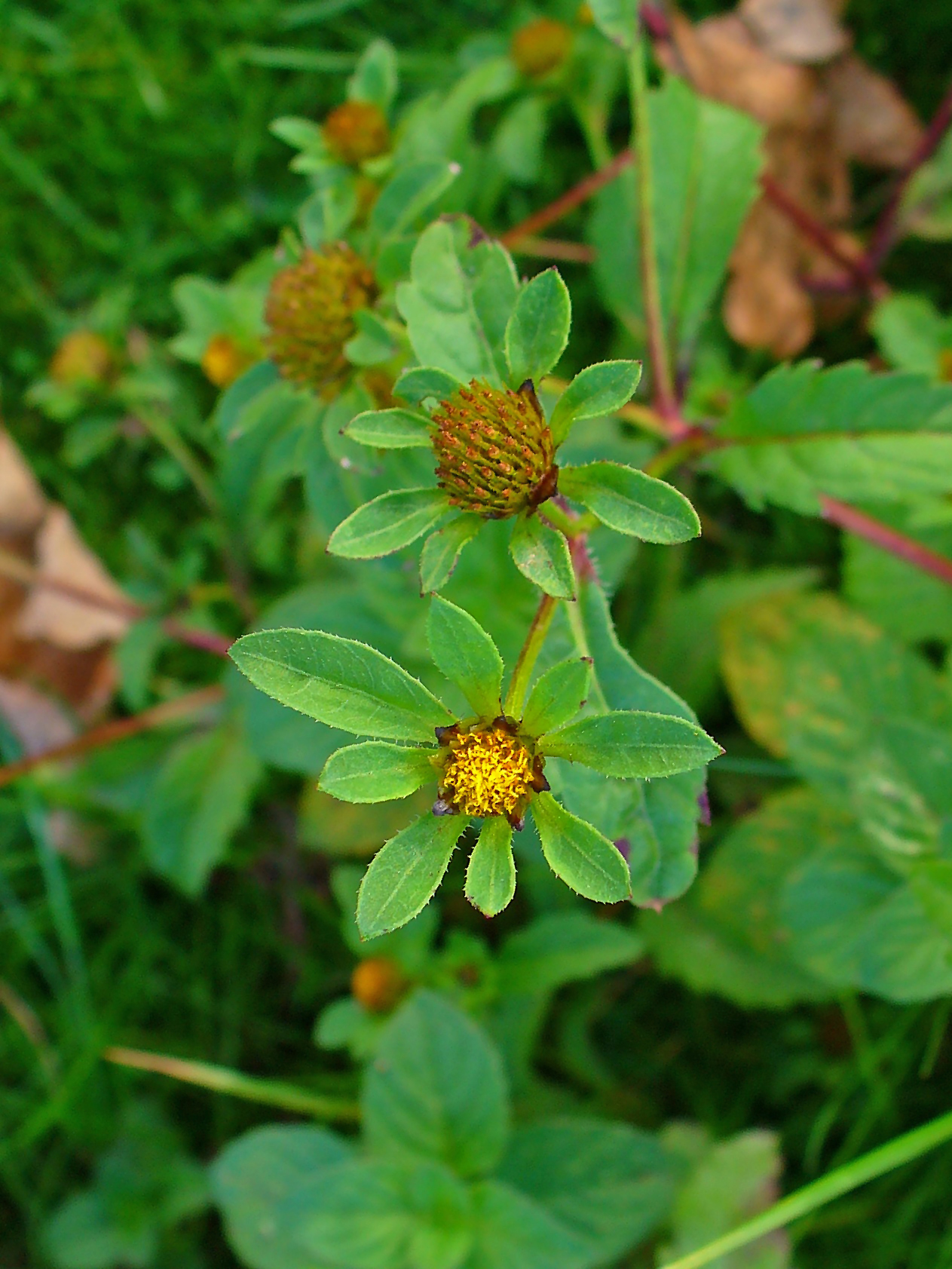
Detalle de la planta

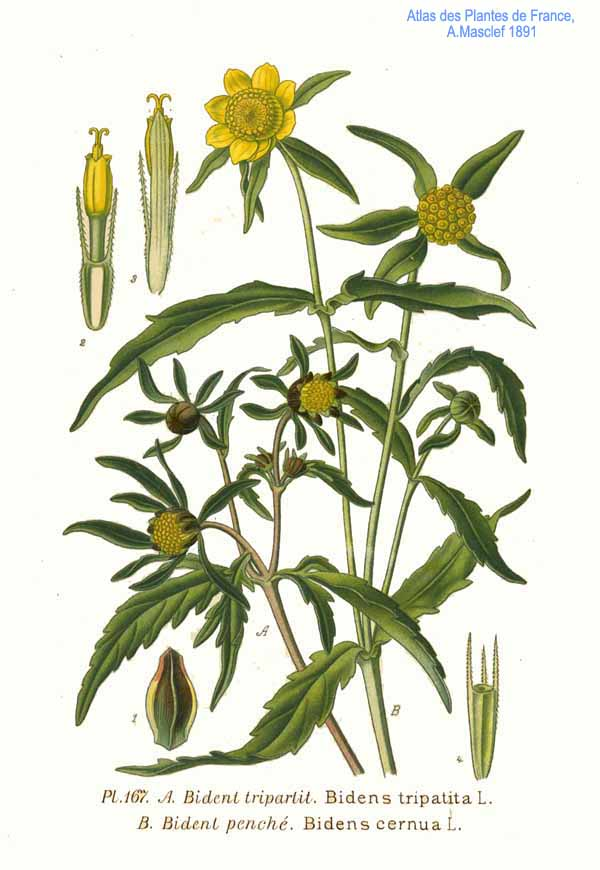
Ilustración

Bidens tripartita es una especie de planta de la familia Asteraceae. Es originaria del hemisferio norte desde Norteamérica donde se distribuye por Estados Unidos y Canadá, hasta Europa y Asia.

## Descripción
Es una planta anual que alcanza los 20-70 (-200) cm de altura. Las hojas son sésiles o con pecíolos de 5-15 (-35 +) mm (± alado); las hojas elípticas a ovadas o lanceoladas, de 40-80 (-150 +) × 15-40 (-60 +) mm, con lóbulos 1-4 + cerca de las bases, bases cuneiforme, bordes enteros o dentados, generalmente ciliados, el ápice agudo a acuminado.

## Distribución y hábitat
El cáñamo acuático (Bidens tripartita) es originario de las regiones templadas del Viejo Mundo: Europa, África del norte y Asia. Se encuentra en la mayoría de los países  de Europa, desde Finlandia hasta Portugal y desde la islas británicas a Ucrania. En Asia se encuentra desde el medio Oriente y Asia central hasta el extremo oriente (China, Japón) así como en el subcontinente indio.
La especie se ha naturalizado en otros continentes.
Habita en márgenes de arroyos y lugares inundados.

## Propiedades
Indicaciones: La hierba se usa como antiescorbútico, emenagogo, antiséptico, astringente, diurético, estíptico, sudorífico, febrífugo, sedante, suavemente narcótico. La raíz es un purgante suave.

## Taxonomía
Bidens tripartita fue descrita por Carlos Linneo y publicado en Species Plantarum 2: 831–832. 1753.
Etimología
Ver: Bidens
tripartita: epíteto latino que significa "con tres partes".
Sinonimia
- Bidens acuta (Wiegand) Britton
- Bidens ambrosioides Willd. ex Willd. ex O.Schulz
- Bidens comosa (A.Gray) Wiegand
- Bidens orientalis Velen.
- Bidens riparia Greene
- Bidens trifoliata Gueldenst. ex Ledeb.

subsp. bullatus (L.) Rouy
- Bidens bullata L.
- Bidens hirtus Godr.

var. repens (D.Don) Sherff
- Bidens repens D.Don
- Bidens trifida Buch.-Ham. ex Roxb.[4]

## Nombres comunes
- Castellano:  Cáñamo acuático[1]